# Tassilo Wallentin

Tassilo Wallentin (2016)

Tassilo Wallentin (* 25. Dezember 1973 in Wien) ist ein österreichischer Bestsellerautor, Kolumnist und Rechtsanwalt. Er kandidierte bei der Bundespräsidentenwahl in Österreich 2022.

## Werdegang
Tassilo Wallentin maturierte bei den Schulbrüdern in Wien-Strebersdorf. Daran anschließend absolvierte er seinen Grundwehrdienst als Einjährig-Freiwilliger bei den Gebirgsjägern als Leutnant der Reserve und begann im Herbst 1994 ein Studium der Rechtswissenschaften an der Universität Salzburg. Sein Doktoratsstudium beendete er im Frühjahr 1998 mit ausgezeichnetem Erfolg. Wallentin arbeitete anschließend als Universitätsassistent am Institut für Österreichisches und Internationales Handels- und Wirtschaftsrecht. Er erlangte ein Master of Laws degree mit Auszeichnung in den USA und arbeitete für eine Anwaltskanzlei an der Westküste der Vereinigten Staaten (Law Offices of Carroll, Burdick & McDonough, LLP, San Francisco). Nach Anwaltspraxis in Wien und der Rechtsanwaltsprüfung mit sehr gutem Erfolg gründete Wallentin 2004 seine Anwaltskanzlei.

### Rechtsanwalt
Wallentin vertrat über mehrere Jahre den Gründer, Herausgeber und Chefredakteur der Neuen Kronen Zeitung, Hans Dichand, einerseits im Medien-Schiedsverfahren gegen die deutsche WAZ-Mediengruppe, andererseits in anderen Causen, wie etwa der Schadenersatzklage wegen der Einstellung der Gratis-Zeitung U-Express. Im Zuge der Gründung der Gratiszeitung Heute gab es Schlagzeilen und Spekulationen, da Wallentin die Markenrechte der Gratis-Zeitung schützen ließ. Es wurde eine versteckte Gründung von Hans Dichand vermutet.
Bekanntheit erlangte Wallentin auch als Rechtsanwalt und Verteidiger des ehemaligen Generaldirektors der BAWAG Helmut Elsner im Zuge der BAWAG-Affäre, bei der eine Verschuldung des Österreichischen Gewerkschaftsbundes (ÖGB) von über zwei Milliarden Euro verursacht wurde. Es kam zu diversen TV-Auftritten Wallentins, unter anderem in der ZIB 2 bei Armin Wolf.
Wallentin vertrat zudem die deutsche Bavaria Film in Österreich und war Vorstand einer Filmstiftung. Aufsehen erlangte Wallentin auch mit einem Freispruch für zwei Geschäftsführer, die Hunderte „Scheinfirmen“ im Baugewerbe gegründet hatten, indem Wallentin nachweisen konnte, dass die Meldung an das Handelsgericht über die Verfügbarkeit des Stammkapitals nur „eine juristische Sekunde lang“ richtig sein muss („Logische Sekunde hilft Scheinfirmen“). Der Prozesserfolg Wallentins führte dazu, dass das Gesetz gegen Sozialbetrug geändert werden musste.
Ende Jänner 2022 tauchte ein bisher geheimes Zusatzpapier zum Koalitionsabkommen 2017, ein Side letter, auf, der zeigte, wie sich ÖVP und FPÖ Posten aufgeteilt und politische Projekte abgestimmt haben. In dem Papier wird Wallentin als zukünftiges parteiunabhängiges Mitglied des Verfassungsgerichtshofes genannt, statt ihm wurde allerdings Michael Rami Höchstrichter. Am Ende jeder Seite trägt das Dokument die Unterschriften von Sebastian Kurz und Heinz-Christian Strache.

### Journalismus
Journalistisch tätig wurde Wallentin bereits 2004 unter einem Pseudonym, als er für die Neue Zürcher Zeitung Rezensionen schrieb. Von 2013 bis 2022 schrieb er jeden Sonntag die ganzseitige „Offen gesagt“-Kolumne in der Sonntagsbeilage der Kronen Zeitung Krone bunt.
Am 19. September 2022 war Wallentin in der ZIB 2 zu Gast, wo er von Moderator Armin Wolf damit konfrontiert wurde, dass seine Krone-Kolumnen zahlreiche Falschbehauptungen beinhalten würden. So hat Wallentin etwa behauptet, dass Asylwerber Mindestsicherung erhalten würden, was falsch ist. Bereits 2017 analysierte das Magazin Vice eine Kolumne von Wallentin, die zahlreiche Fehler beinhaltete.

### Kandidatur bei der österreichischen Bundespräsidentenwahl 2022
Am 11. August 2022 gab Wallentin bekannt, bei der Wahl zum österreichischen Bundespräsidenten 2022 kandidieren zu wollen, beim Sammeln der dafür notwendigen Unterstützungserklärungen wurde er vom Industriellen und Ex-Politiker Frank Stronach unterstützt. Am 21. August 2022 schaltete Wallentin in der Sonntagsausgabe der Kronen Zeitung ein ganzseitiges Inserat zu seiner Kandidatur. Auf der gegenüberliegenden Seite ließ er eine Unterstützungserklärung abdrucken, die man ausschneiden konnte. Die hintere Seite der Unterstützungserklärung blieb weiß. Wallentin hatte recherchiert, dass es keine rechtliche Norm hinsichtlich der Papierstärke einer Unterstützungserklärung gibt, weshalb auch Zeitungspapier ausreichend ist. Am 24. August 2022 gab er bekannt, die für eine Kandidatur notwendigen 6000 Unterstützungserklärungen erhalten zu haben, insgesamt reichte er 18.000 Unterstützungserklärungen ein. Der Medienblog Kobuk analysierte Leserbriefe, die während des Wahlkampfs in der Krone veröffentlicht wurden. Demnach erschienen über Wallentin 27 positive und drei negative Leserbriefe, während im selben Zeitraum über Amtsinhaber Alexander Van der Bellen 30 negative und vier positive Leserbriefe abgedruckt wurden.
Im Rahmen seiner Kandidatur forderte er unter anderem ein Verbot von Nebenbeschäftigungen für ORF-Moderatoren und eine Abschaffung der GIS-Gebühr. Am 26. August 2022 geriet Wallentin in Kritik, da er auf seinem Instagram-Account mehrfach sexistische Inhalte gepostet hatte, die nach Bekanntgabe seiner Kandidatur wieder gelöscht worden waren. Er erklärte daraufhin, sein Account wäre „eine Satire-Seite und als solche gekennzeichnet“ gewesen, wobei der Content nicht von ihm alleine geliefert wurde. Wallentin ortete eine Schmutzkübelkampagne, denn man habe aus dutzenden Postings gezielt einige wenige herausgegriffen. Die Journalistin und Publizistin Anneliese Rohrer nannte Wallentins Postings und den Umstand, die Leute nachher „für dumm zu verkaufen“, als „eines Bundespräsidenten unwürdig“. Insgesamt war Wallentins Wahlkampf stark gegen das politische „Establishment“ in Person des Amtsinhabers Alexander Van der Bellen und der amtierenden Bundesregierung Nehammer gerichtet, über deren Entlassung er im Fall seiner Wahl zum Bundespräsidenten spekulierte. Bei der Wahl erreichte Wallentin 8,1 Prozent der Stimmen und damit den vierten Rang unter sieben Kandidaten.
Bei einem Interview mit Ö3 nach der Wahl erklärte Wallentin, dass er seinen angeblichen Wahlkampfleiter, dessen Namen er gegenüber Journalisten (samt Telefonnummer) als zuständige Kontaktperson genannt hatte, nur erfunden hätte. Später erklärte er, der Name sei jener eines Mitarbeiters seiner Kanzlei.

## Schriften
- Offen gesagt Band 1 – Noch nie war Meinung so wichtig. Leykam Verlag, Graz 2014, ISBN 978-3-7011-7940-4.
- Offen gesagt Band 2 – Zur Meinungsbildung. Leykam Verlag, Graz 2015, ISBN 978-3-7011-7979-4.
- Offen gesagt Band 3 – Zum aktuellen Zeitgeschehen. Leykam Verlag, Graz 2016, ISBN 978-3-7011-8030-1.
- Offen gesagt Band 4 – Die Verantwortung. Leykam Verlag, Graz 2017, ISBN 978-3-7011-8066-0.
- Offen gesagt Band 5 – Das ganze Bild. Seifert Verlag, Wien 2018, ISBN 978-3-902924-91-9.
- Offen gesagt Band 6 – Pfeiler der Erkenntnis. Seifert Verlag, Wien 2019, ISBN 978-3-904123-03-7.
- Offen gesagt Band 7 – Richtung und Wahrheit. Seifert Verlag, Wien 2020, ISBN 978-3-904123-39-6.
- Offen gesagt Band 8 – Das schwarz-weiße Band. Seifert Verlag, Wien 2021, ISBN 978-3-904123-54-9.
- Hier und jetzt: Wie wir unser Land noch retten. edition a, Wien 2022, ISBN 978-3-99001-620-6.